# Cylindrophis ruffus
Cylindrophis ruffus é uma espécie de réptil da família Cylindrophiidae, originário do Sudeste Asiático. Os adultos podem atingir 1 m de comprimento.
As escamas dorsais são suaves, em 19 ou 21 filas, com 186-245 ventrais, maiores que as dorsais.
A espécie encontra-se em Myanmar e no sul da China (Fujian, Hong Kong e Hainan), Vietname, Laos, Camboja, Tailândia, Península Malaia e Índias Orientais até à Indonésia (Arquipélago Riau, Sumatra, Bangka, Bornéu, Java, Sulawesi, Buton e ilhas Sula.